# مسجد سردار
يقع مسجد سردار في أرومية، شارع الإمام بالقرب من مسجد المنارة.